# Meeting de Deauville
Le meeting de Deauville est une des principales séries de réunions hippiques prestigieuses françaises de courses hippiques de plat. Le programme se déroule annuellement en aout, entre les hippodromes de Deauville la Touques et de Deauville Clairefontaine. Le meeting de Deauville rassemble de nombreuses courses hippiques prestigieuses dont sept de niveau groupe I comme le prix Jacques-Le-Marois ou le prix Rothschild,,,,. Les dates du meeting coïncident avec les prestigieuses ventes de yearlings Arqana se déroulant mi-aout.

## Histoire
L'histoire du meeting de Deauville est liée à l'histoire de ses hippodromes. Depuis 1864, et la création du premier hippodrome deauvillais, celui de Deauville la-Touques, le meeting n'a cessé de s'élargir, jusqu'à comporter de nombreuses courses de renommée internationale, avec comme point d'orgue le Prix Jacques le Marois, organisé autour du 15 aout. Inauguré en 1863 par le Duc de Morny, l'hippodrome fut une des activités majeures de la cité balnéaire en expansion de Deauville, Le Grand Prix de Deauville se dispute depuis 1871. En 1928 est inauguré l'hippodrome champêtre de Deauville Clairefontaine.

## Courses principales

### Hippodrome de Deauville la-Touques

#### Groupe I
| Nom                    | Distance | Conditions (sexe et âge)   |
| Prix Rothschild        | 1 600    | Pouliches de 3 ans et plus |
| Prix Maurice de Gheest | 1 300    | 3 ans et plus              |
| Prix Jacques Le Marois | 1 600    | 3 ans et plus              |
| Prix Morny             | 1 200    | 2 ans                      |
| Prix Jean Romanet      | 2 000    | Juments de 4 ans et plus   |

#### Groupe II
| Nom                     | Distance | Conditions (sexe et âge)   |
| Prix de Pomone          | 2 500    | Pouliches de 3 ans et plus |
| Prix Guillaume d'Ornano | 2 000    | 3 ans                      |
| Prix Kergorlay          | 3 000    | 3 ans et plus              |
| Prix de la Nonette      | 2 000    | Pouliches de 3 ans         |
| Grand Prix de Deauville | 2 500    | 3 ans et plus              |
| Prix du Calvados        | 1 400    | Pouliches de 2 ans         |

#### Groupe III
| Nom                  | Distance | Conditions (sexe et âge) |
| Prix de Cabourg      | 1 200    | 2 ans                    |
| Prix de Psyché       | 2 000    | Pouliches de 3 ans       |
| Prix Six Perfections | 1 400    | Pouliches de 2 ans       |
| Prix Gontaut-Biron   | 2 000    | 4 ans et plus            |
| Prix François Boutin | 1 400    | 2 ans                    |
| Prix Daphnis         | 1 600    | 3 ans                    |
| Prix Minerve         | 2 500    | Pouliches de 3 ans       |
| Prix de Meautry      | 1 200    | 3 ans et plus            |
| Prix Quincey         | 1 600    | 3 ans et plus            |
| Prix des Réservoirs  | 1 600    | Pouliches de 2 ans       |

#### Listed Race
| Nom                                      | Distance | Conditions (sexe et âge) |
| Prix du Carrousel                        | 3 000    | 4 ans et plus            |
| Prix de Tourgéville                      | 1 600    | Pouliches de 3 ans       |
| Prix du Cercle                           | 1 000    | 3 ans et plus            |
| Prix de la Vallée d'Auge                 | 1 000    | 2 ans                    |
| Prix Moonlight Cloud                     | 1 200    | 3 ans                    |
| Prix Michel Houyvet                      | 2 800    | 3 ans                    |
| Prix Nureyev                             | 2 000    | 3 ans                    |
| Critérium du fonds européen de l'élevage | 1 600    | 2 ans                    |

#### Principaux Handicaps
| Nom                                      | Distance | Conditions (sexe et âge) |
| Grand handicap des collectivités locales | 1 900    | 4 ans et plus            |
| Grand handicap de Deauville              | 1 600    | 3 ans et plus            |
| Grand handicap des sprinters             | 1 200    | 3 ans et plus            |

### Hippodrome de Deauville Clairefontaine

#### Listed Race
| Nom                          | Distance | Conditions (sexe et âge) |
| Prix Luth Enchantée          | 2 400    | Juments de 4 ans et plus |
| Grand Prix de Clairefontaine | 2 400    | 3 ans                    |
| Prix du Pays d'Auge          | 1 800    | 4 ans et plus            |